# Trabajo vivo y trabajo muerto
Trabajo vivo y trabajo muerto son términos acuñados por el filósofo alemán Karl Marx. El término trabajo muerto o trabajo objetivado denomina a aquellos medios de producción que no son naturaleza "virgen", en otras palabras, a todo lo modificado por la intervención deliberada humana (lo hecho); por el contrario, trabajo vivo es como denomina al acto mismo de modificación, es decir a la actividad concreta humana (la hechura). 
Los conceptos son por primera vez introducidos en los Elementos fundamentales para la crítica de la Economía política (también llamados Grundrisse), de 1857-1858:

"[…]La única cosa distinta del trabajo objetivado es el trabajo no-objetivado, trabajo que está todavía objetivándose, trabajo como subjetividad. O el trabajo objetivado, por ejemplo, trabajo que está presente en el espacio, también puede ser contrapuesto, como trabajo pasado, al trabajo que está presente en el tiempo. Si esto debe estar presente en el tiempo, vivo, entonces puede estar presente sólo como el sujeto viviente, en el que éste existe como capacidad, como posibilidad, ergo como trabajador."
De la versión inglesa (link). Versión en castellano: Marx, Karl (1971). Elementos fundamentales para la crítica de la Economía política (Grundrisse) 1857-1858. Buenos Aires: Ed. Siglo XXI.

En sus escritos tempranos, como La ideología alemana o los Manuscritos económico-filosóficos de 1844, Marx habla en cambio de naturaleza humanizada o naturaleza inorgánica. Marx en ningún momento contrapone humanidad a naturaleza: el ser humano es un animal particular, y como tal un ser biológico, parte de la naturaleza. Nace en ella, coexiste con ella y perece con ella:

"La universalidad del hombre aparece en la práctica justamente en la universalidad que hace de la naturaleza toda su cuerpo inorgánico [...] La naturaleza es el cuerpo inorgánico del hombre; la naturaleza, en cuanto ella misma, no es cuerpo humano. Que el hombre vive de la naturaleza quiere decir que la naturaleza es su cuerpo, con el cual ha de mantenerse en proceso continuo para no morir. Que la vida física y espiritual del hombre está ligada con la naturaleza no tiene otro sentido que el de que la naturaleza está ligada consigo misma, pues el hombre es una parte de la naturaleza."
Marx, Karl, Manuscritos económico-filosóficos de 1844, cuaderno 1, cap. 3 (link)

El trabajo, interacción consciente y deliberada del humano con su entorno, que lo hace único entre los animales, modifica de una forma particular las premisas naturales de su existencia, a la vez que se produce y reproduce a sí mismo de dos maneras: directamente, en la medida que en su relación con la naturaleza establece relaciones sociales que lo modifica en tanto ser social. Indirectamente, en la medida que la modificación de su entorno natural lo modifica en tanto ser biológico.
El trabajo vivo es, por un lado, una actividad vital animal, y por otro lado, una actividad proyectiva, pulsiva, como señala Marx en El Capital. Su modificación de las condiciones en las que se encuentra aparece previamente en forma conceptual o ideal, a diferencia del instinto que caracteriza a los demás animales. En otras palabras, el trabajo humano es una relación entre la proyección (concepción) y la modificación (ejecución). Por eso es que su actividad no reproduce ampliadamente las condiciones previamente existentes, sino que más bien las produce en forma de nuevas condiciones, condiciones artificiales.

## Trabajo y propiedad
En los Grundrisse, Marx habla de un concepto particular de propiedad, que es en realidad la opuesta a la propiedad privada, la cual es una institución, una propiedad de iure (de derecho), y que como tal sirve en el capitalismo de apariencia jurídica de la explotación. El concepto de propiedad expresado en los Grundrisse refiere, en cambio a la apropiación o posesionamiento de hecho del entorno del hombre mediante su relación directa con él. También en los Manuscritos de 1844 habla de esto, bajo el término de "apropiación o posesionamiento".
El hombre se apropia de la naturaleza objetivamente en el mismo acto de modificarla mediante el trabajo. En muchos sentidos, esta propiedad de la que habla Marx equivale también a la humanización, es el trabajo vivo en relación directa con los medios de producción. Marx entonces muestra cómo la calidad de trabajador y la calidad de propietario son indisolubles cuando se trata de una relación directa del trabajo con sus condiciones materiales.
El trabajo muerto es la consecuencia inmediata de la interacción del ser humano con su entorno, en otras palabras, es la "cristalización" u "objetivación" del trabajo vivo. El trabajo muerto es a su vez el medio sobre el cual interaccionan otros trabajos vivos. Difícilmente podamos encontrar en la corteza terrestre ejemplos significativos actuales de naturaleza que no haya sido de algún modo "humanizada", convirtiéndose en trabajo muerto. Sin embargo, como puede comprobarse, esta actividad transformadora no siempre implica una valoración de juicio positiva. La atmósfera terrestre es también naturaleza humanizada, y sin embargo el efecto invernadero y el agujero de la capa de ozono, entre otras formas de degradación de la biósfera, repercuten negativamente sobre el hombre, dado que es un ser biológico. Esta repercusión negativa no es contingente, sino producto de la alienación de la vida humana.

## Separación del trabajador respecto de los medios de producción
Siendo la naturaleza y el trabajo muerto la base de la existencia humana, también pueden ser la base de su sometimiento al serle arrebatados. Si el trabajador depende de los medios de producción para vivir y sobrevivir, entonces también dependerá de quien se los apropie. La alienación del trabajador radica en que debe trabajar para el no-trabajador. Así, la objetivación de su propio trabajo vivo resulta en un producto que se le presenta como ajeno. El trabajo vivo ya no se presenta pues como una apropiación del entorno, sino todo lo contrario, como una enajenación del entorno.
Debido a la forma indirecta en que se establece la relación entre la humanidad y la naturaleza, en base al modo de producción en las sociedades de clase, la apropiación del entorno toma la forma de una desposesión del entorno, debido a que las relaciones de producción son alienantes. Esta separación de la humanidad respecto de la naturaleza, en otras palabras, esta degradación de la apropiación del entorno, es a la vez aparente y concreta, debido a que, dado que el productor apropia el entorno para el no-productor, el trabajo vivo y el trabajo muerto se le muestran efectivamente como ajenos.
Cuando el hombre es escindido en clases, es decir, en trabajador, por un lado, y por el otro en sometedor del trabajador (directamente, a través de la coerción, la disuasión, la religión o la ideología, o bien, indirectamente, a través de la posesión de todos los medios de producción y subsistencia, como en el capitalismo), esta dualidad proyectiva-productiva del trabajo humano, que lo diferencia de los otros animales, también es escindida, y el productor entonces debe trabajar según la concepción o ideal del no-productor.
La alienación del trabajo es presentada en los Manuscritos de 1844 como enajenación del trabajo. Una primera impresión de esta alienación es que todas aquellas funciones que pueden diferenciarlo de un animal, aparecen precisamente como la negación de su propia humanidad, debido a la mencionada separación de la concepción respecto a la ejecución. El trabajo alienado (y degradado) es evidente en el sistema jurídico de la esclavitud, en la jerarquía de castas del feudalismo, pero según Marx, también es inherente al capitalismo, aunque se presente como una relación contractual entre individuos libres e iguales. La competencia que debe establecer el trabajador respecto de las máquinas que lo suplantan constantemente en la producción capitalista, dice Marx en los Manuscritos, se explica solo por el hecho de que su actividad ha sido reducida efectivamente al nivel de una máquina. Esta degradación humana corresponde a un hecho concreto: el trabajo es ejecutado contra el mismo trabajador cuando es proyectado por el explotador, y no es meramente una impresión subjetiva. La existencia libre del trabajador explotado por el capitalista se presenta precisamente como la existencia fuera del trabajo. El trabajo entonces existe como una necesidad sólo indirectamente: "no es la satisfacción de una necesidad, sino solamente un medio para satisfacer las necesidades fuera del trabajo".
Así, podemos observar que la separación del productor de los medios de producción, es decir, la separación del trabajo vivo respecto de la naturaleza y del trabajo muerto, genera una doble enajenación: el trabajo vivo crea un trabajo muerto que, en vez de ser su propiedad, como antes lo era de hecho, es propiedad privada del capitalista. Pero, además, este producto que le es hostil al productor acompaña el hecho de que el mismo acto de producir le es hostil.

## Capitalismo y fetichismo de la mercancía

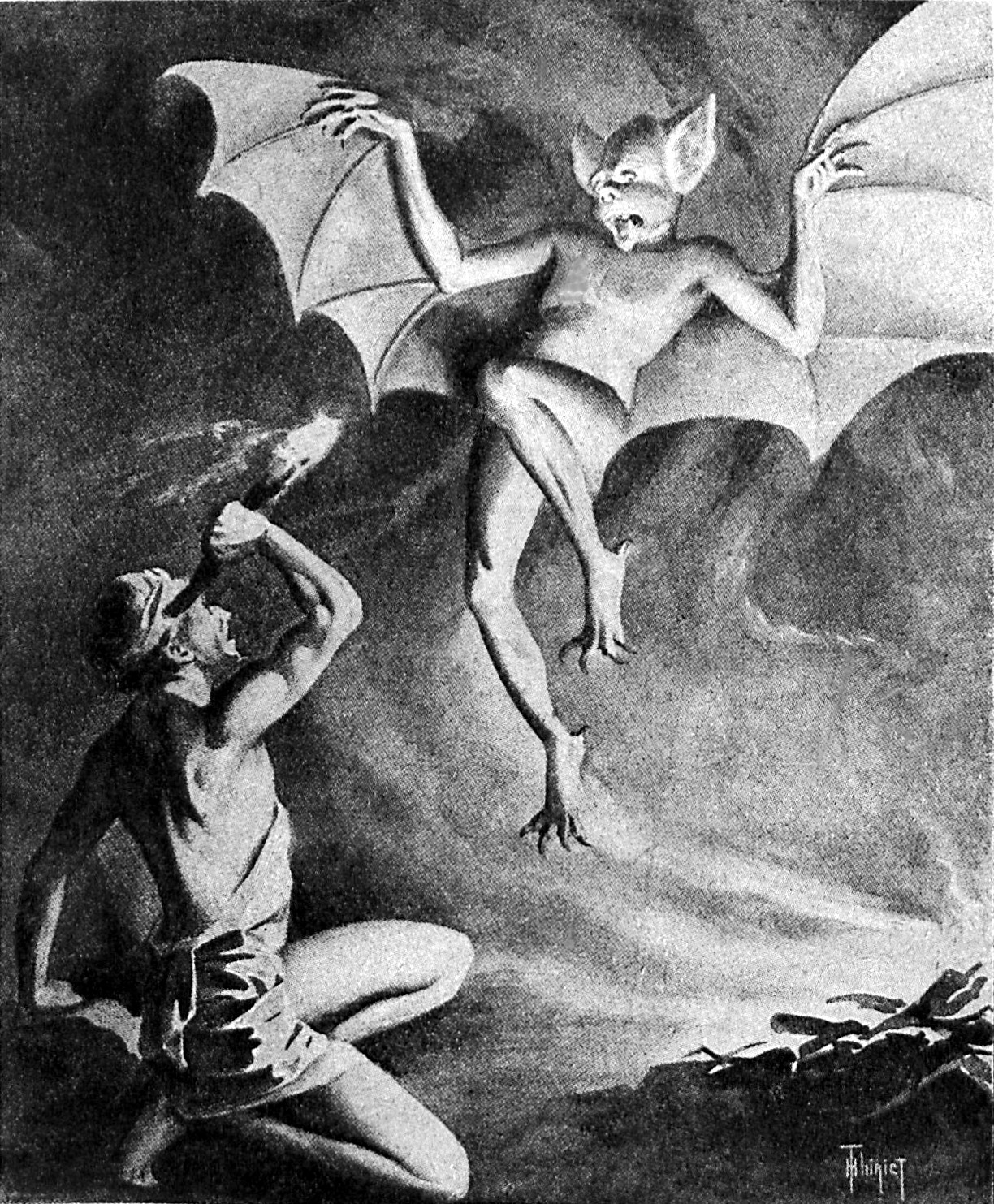
Marx compara el capital con un vampiro que chupa "trabajo vivo", y reanima "trabajo muerto".

Las premisas de la existencia humana son puestas completamente de cabeza en la sociedad capitalista, la cual, además concentra, resignifica y generaliza todas las formas de alienación de las sociedades de clase precapitalistas
La separación del productor de los medios de producción, toma su expresión extrema en el capitalismo, donde la separación total del ser humano productor respecto de los medios de producción es la precondición para la existencia de la explotación capitalista, la cual origina el antagonismo social entre la burguesía, la clase poseedora de los medios de producción en la forma de capital, y el proletariado, una clase desposeída de todo medio de producción que, a causa de ello, es decir, de que es incapaz de apropiarse directamente de los medios de subsistencia, y a causa de que es jurídicamente libre, se ve obligada de hecho a ofertar como mercancía su trabajo vivo.
El fetichismo de la mercancía resume esta separación en la forma de una aparente y a la vez concreta dominación del trabajo muerto sobre el trabajo vivo, una relación social que se muestra como relaciones entre cosas a través de las personas. En el capitalismo pues, la apropiación del entorno deviene alienación absoluta y acumulativa, en otras palabras, un modo de producción donde el humano sirve de instrumento para el desenvolvimiento de los instrumentos, en vez de servir los instrumentos para el desenvolvimiento del humano.